# Lorea Lyons Andraka
Lorea Lyons Andraka (Bilbao, País Basc, 3 de juny de 1996) és una actriu, cineasta i directora de cinema basco-britànica.

## Biografia
Lyons va néixer a Bilbao el 1996, de mare basca i pare anglès. Va estudiar el grau en comunicació audiovisual a la Universitat del País Basc (2014-2018). Es va especialitzar en il·luminació i cinematografia a l'Escola de Cinema del País Basc (ECPV). S'ha desenvolupat a l'àmbit de la cinematografia, la direcció i la producció de cinema.
Es va formar en arts escèniques i interpretació a l'escola superior d'arts escèniques Ànima Eskola on va cursar els estudis superiors d'art dramàtic amb David Valdelvira, Marina Shimanskaya i Algis Arlauskas, formant-se com a actriu de mètode, sota la metodologia Stanislavsky-Vajtangov-M.Txèkhov-Meierhold (mètode rus). Allí va coincidir amb els actors Carmen Climent, Nerea Elizalde, Julen Guerrero i Ane Inés Landeta, amb qui va estudiar. A més, es va formar en música amb Roberto Bienzobas i en dansa amb Rakel Rodríguez.
En 2014 va interpretar l'obra Somni d'una nit d'estiu de William Shakespeare, al paper d'Hèrmia, una producció dirigida pel director d'escena David Valdelvira i escenificada en el Teatre Campos Elíseos, juntament amb Carmen Climent, Nerea Elizalde, Julen Guerrero i Ane Inés Landeta, entre altres membres del repartiment. La producció va tenir una notable acollida i es va escenificar diverses vegades entre els anys 2014 i 2015. La producció teatral va ser premiada amb el Premi Buero Vallejo (2015), a la XII edició dels premis.
En 2015, va interpretar l'obra Diàlegs Impossibles, una producció dirigida per l'actriu i directora russa Marina Shimanskaya, basat en els treballs La gavina, L'hort dels cirerers i Les tres germanes d'Anton Txékhov i en la poesia de Gustavo Adolfo Bécquer, al costat de Carmen Climent, Nerea Elizalde i Ane Inés Landeta, entre altres membres del repartiment.
L'any 2016 va interpretar l'obra Ball de màscares de Mikhaïl Lèrmontov, una producció dirigida pel director d'escena David Valdelvira i escenificada al Teatre Campos Elíseos, que es va presentar a la setmana del festival internacional FETABI (2016).

## Pel·lícules
L'any 2016 Lyons va codirigir el curtmetratge A migas, juntament amb Ane Inés Landeta, que va ser presentat a la V Edició del Festival de Cine Express Xprest! Aux, organitzat per Zinemakumeak Gara. El curtmetratge va obtenir el premi AUX. L'any 2018 va codirigir el curtmetratge Me quiere, no me quiere(s), juntament amb Ane Inés Landeta, que va ser presentat a la VII Edició del Festival de Cine Express Xprest! Aux. El projecte va guanyar el Premi AUX.
L'any 2017 va exercir com a directora de producció del curtmetratge "La petite mort", dirigit per Andrea Landaluce i Ana Gonzalez Telleria. El curtmetratge va ser projectat a diferents festivals i va ser premiat amb el Premi Zinebi New Talents (2017) del Festival Zinebi, Selecció Oficial Zinegoak (2017) del Festival Zinegoak i Primer Premi BItaBE (Bideo Talentu Berriak) (2019).
A finals de l'any 2018 Lyons va ser seleccionada a la categoria realització per al desenvolupament de projectes audiovisuals en el marc del programa Labko per al desenvolupament de coproduccions Euskadi-Argentina.

### Azkena(2024)
L'any 2017 va exercir com a productora i directora del curtmetratge Azkena, produït per Izar Films, juntament amb Ane Inés Landeta, una peça que versa sobre la maternitat. El projecte va rebre el Premi AUX de Zinebi Express (2018) del Festival Zinebi. El 2021 el projecte va rebre el Premi Aukera del Festival Zinebi i el Premi Work in Progress del Festival Animadeba-Berria. El projecte va ser elegit per l'Associació de la Indústria del Curtmetratge (AIC) al programa nous talents. Així mateix, el projecte audiovisual va ser seleccionat per al programa Aukera de Zinebi i Zineuskadi, per continuar desenvolupant el projecte audiovisual. El projecte va aconseguir el suport de la directora i productora Izaskun Arandia i el 2022 va ser presentat a festivals internacionals, entre d'altres, al Festival Internacional de Cinema d'Annecy.

## Filmografia

### Cinema
- 2024, Azkena (producció i direcció)
- 2021, Instrucciones para caminar por la ciudad, dir. Begoña Vicario
- 2017, La petite mort (producció)[14]
- 2018, Me quiere, no me quiere(s), dir. Lorea Lyons i Ane Inés Landeta
- 2016, A migas, dir. Lorea Lyons i Ane Inés Landeta

### Teatre
- 2016, Ball de màscares, dir. David Valdelvira
- 2015, Diàlegs Impossibles, dir. Marina Shimanskaya
- 2014, Somni d'una nit d'estiu, dir. David Valdelvira[7][6] (Personatge - Hermia)
- 2013, La tempesta, dir. David Valdelvira (Personatge - Caliban)

## Premis i reconeixements
- Premi Work in Progress (2021) per Azkena.[20]
- Premi Aukera (2021) per Azkena.[18]
- Primer Premi BItaBE (Bideo Talentu Berriak) (2019) per "La petite mort".[15]
- Premi AUX de Zinebi Express (2018) per Azkena.[17]
- Premi Zinebi New Talents (2017) per "La petite mort".
- Premi Buero Vallejo (2015), per Somni d'una nit d'estiu.[7]

## Vegeu, també
- Carmen Climent
- Nerea Elizalde
- Julen Guerrero
- Festival Zinebi